# James Oliver Curwood
James Oliver Curwood (ur. 12 czerwca 1878 w Owosso, Michigan, zm. 13 sierpnia 1927 tamże) – amerykański pisarz, traper, obrońca przyrody.

## Życiorys
Urodził się w stanie Michigan, w małym miasteczku Owosso. Ojciec jego spokrewniony był z angielskim pisarzem marynistą Frederickiem Marryatem, matka pośród przodków miała członków plemienia Mohawk.
Curwood spędził dzieciństwo na fermie w stanie Ohio, a mając kilkanaście lat wyruszył w długą wędrówkę po sąsiednich stanach; polował na dzikie zwierzęta, próbował handlu skórami, a przede wszystkim poznał i pokochał surową przyrodę, która później stała się tłem jego powieści. W latach 1898–1900 Curwood studiował na uniwersytecie stanu Michigan, a następnie pracował w Detroit jako reporter. W roku 1908 wydał swoją pierwszą książkę pt. „The Courage of Captain Plum”. Wkrótce twórczość literacka stała się jego pasją. Materiał do swoich powieści czerpał z obserwacji w czasie swych podróży po rozległych przestrzeniach Stanów Zjednoczonych i Kanady. Zapuszczał się na tereny oddalone o setki mil od cywilizacji, poznawał twarde życie traperów i poszukiwaczy złota, a także życie zwierząt Dalekiej Północy.
W 1927 roku, podczas wyprawy wędkarskiej na Florydzie, został ukąszony przez nieznane stworzenie, które przebiło jego wodery. Początkowo drobna rana z czasem przerodziła się w groźną infekcję, a stan zdrowia Curwooda zaczął się gwałtownie pogarszać. Zmarł w wieku zaledwie 49 lat w swoim ukochanym Owosso. Spoczął na tamtejszym Oak Hill Cemetery, w rodzinnym grobowcu.

## Twórczość literacka
Najbardziej znane powieści Curwooda to „Włóczęgi północy” i „Szara Wilczyca” – ze zwierzętami w roli głównych bohaterów oraz „Łowcy wilków”, „Łowcy złota”, „Dolina Ludzi Milczących” i „Najdziksze serca” – książka o przygodach mieszkańców północnych rejonów Kanady: traperów, policjantów i zakochanych.
Pisarstwo Curwooda było popularne w Polsce. Polscy czytelnicy mogli, jako jedyni na świecie, poznać kontynuację przygód bohaterów Łowców wilków i Łowców złota w książce Łowcy przygód, napisanej przez tłumaczkę dzieł Curwooda Halinę Borowikową, występującą pod pseudonimem literackim „Jerzy Marlicz”,

## Publikacje
- 1908 – Śród Mormonów, inny tytuł: Odwaga kapitana Pluma (The Courage of Captain Plum)
- 1908 – Łowcy wilków (The Wolf Hunters)
- 1909 – Wielkie jeziora (The Great Lakes)
- 1909 – Łowcy złota (The Gold Hunters)
- 1910 – Niebezpieczny szlak (The Danger Trail)
- 1911 – Honor wielkich śniegów (The Honor of the Big Snows)
- 1911 – Steele z Królewskiej Konnej (Steele of the Royal Mounted)
- 1912 – Kwiat Dalekiej Północy (The Flower of the North)
- 1913 – Najdziksze serca,  inny tytuł: Isobel: Romans na Dalekiej Północy (Isobel: A Romance of the Northern Trail)
- 1914 – Szara Wilczyca,  inne tytuły: Kazan; Kazan i Szara Wilczyca  (Kazan)
- 1915 – Kraj Boga i... kobiety (God’s Country and the Woman)
- 1916 – Dolina śmierci (The Hunted Woman)
- 1916 – Władca skalnej doliny (The Grizzly King)
- 1917 – Bari, syn Szarej Wilczycy, inny tytuł: Baree, syn Kazana i Szarej Wilczycy (Baree, Son of Kazan)
- 1918 – Dziewczyna spoza szlaku (The Courage of Marge O’Doone)
- 1919 – Włóczęgi północy (Nomads of the North)
- 1919 – Tajemnica Johna Keitha (The River’s End)
- 1920 – Back to God’s Country
- 1920 – Dolina Ludzi Milczących (The Valley of Silent Men)
- 1921 – God’s Country – The Trail to Happiness
- 1921 – Złote sidła (The Golden Snare)
- 1921 – Płonący las (The Flaming Forest)
- 1922 – The Country Beyond
- 1923 –  Na końcu świata (The Alaskan)
- 1924 – Osadnicy (A Gentleman of Courage)
- 1925 – Na starym szlaku (The Ancient Highway)
- 1926 – Błyskawica (Swift Lightning)
- 1926 – The Black Hunter
- 1928 – The Plains of Abraham
- 1929 – The Crippled Lady of Peribonka
- 1930 – Green Timber
- 1930 – Son of the Forests
- 1931 – Falkner of the Inland Seas